# مكتبة الأندلس
مكتبة الاندلس ما إن استقرت أحوال الأندلس تحت حكم صقر قريش عبد الرحمن الداخل (ت 172هـ)، حتى بدأ الاهتمام بالعلوم والثقافة والتربية يأخذ مجراه بصورة متنامية.

## تاريخ إنشاء المكتبة

### عهد محمد بن عبد الرحمن الأوسط
```
ففي عهد محمد بن عبد الرحمن الأوسط (ت273هـ) بدأ المؤرخون يُشيرون إلى المكتبة الأموية كواحدة من أشهر مكتبات 
قرطبة
، واشتهر عبد الرحمن الناصر (ت350هـ) بحب الكتب، والشغف بها، وبلغ ذلك الشغف الآفاق حتى وصل إلى بيزنطة العدو التقليدي للمسلمين آنذاك. وحين أراد إمبراطورها قسطنطين السابع أن يستميل الخليفة الأندلسي، فكّر أن يهدي عبد الرحمن الناصر أحب شيء إلى قلبه: كتابًا جديدًا لم يعرفه من قبل، فأرسل إليه كتاب ديسقوريدس في الطب (مصور الحشائش بالتصوير الرومي العجيب، وكان الكتاب مكتوبًا بالإغريقي الذي هو اليوناني، وبعث معه كتاب هروسيس صاحب القصص، وهو تاريخ للروم عجيب). وفي ذلك الحين كان اثنان من أبناء عبد الرحمن الناصر، وهما: الحكم ومحمد، قد بدءا دراستهما تحت إشراف مؤدِّبين وعلماء كان لهم شهرة واسعة، ومن ثم استيقظت هوايتهما، حتى إن خوليان ريبيرا ذلك المؤرخ الإسباني الكبير كان يقول عنهما: "إن مكتبة أبيهما لم تعد تشبع نهمهما، وتنافس كلاهما أيهما يستطيع أن يسبق الآخر في تكوين مكتبة أدق اختيارًا وأكثر عددًا.
```

### عهد الحكم
وبعد فترة توفي الأمير محمد، وورث أخوه الحكم مكتبته، وبوفاة عبد الرحمن الناصر والدهما أخذ الحكم مكتبته، وجمع المكتبات الثلاث في واحدة، وأصبحت هذه مكتبة القصر، وكان أسلافه من قبله قد أحاطوها بكل رعايتهم". ولقد كان يعمل في مكتبة القصر دون توقف، أمهر المجلِّدين في الأندلس، إلى جانب آخرين جيء بهم من صقلية وبغداد، ومعهم جمهرة من الرسامين والمزوقين والمنمقين، فكانوا يزخرفون الكتب بالزخارف الجميلة، بعد أن نسخها أدق الخطاطين لتقديمها إلى لجنة من كبار العلماء تقوم بمعارضتها وتصحيحها، وتدفع لهم الدولة مرتباتهم في سخاء. وقد ذكر المؤرخ ابن الفرضي طائفة من هؤلاء العلماء ممن كانت مهمتهم تنحصر في مراجعة الكتب ومعارضتها وتصحيحها في المكتبة الأموية في قرطبة والزهراء، منهم الرباجي محمد بن يحيى الأزدي، قال عنه ابن الفرضي: "كان: فَقِيهًا، إمامًا، موثوقًا أخذ كتاب: سيبويه رواية عن ابن النّحاس، وكان جَيّد النظر، دقيق الاسْتِنْبَاط، حاذقًا بالقياس. نظر النّاس عنده في الإعراب، وأدَّب عند الملوك، وَاسْتَأدَبه أمير المؤمنين الناصر رضي الله عنه لابنه المِغيرة، ثم صار إلى خدمة المُستَنْصِر بالله في مقابلة الكتب وتوسع له في الجراية. وكان: رجُلاً صَالِحًا متدينًا. وتُوفِّي (رحمه الله): في شهر رمضَان سنة ثمان وخمسين وثلاث مائة".

## محمد بن الحسين الفهري
وكان من بين هؤلاء المعارضين والمصححين الأديب اللغوي محمد بن الحسين الفهري القرطبي، وهو ناسخ ووراق، وقد تقدم أقرانه في حفظ الأدب والعلم باللغات، وقد استعمله الحكم المستنصر في مهمة علمية لمكتبته؛ فقد "تولى مع رفيقه محمد بن معمر الجياني نسخ مالم يهذبه أبو علي القالي من تأليفه الذي سماه: البارع وتهذيبه مع أصوله التي بخطه وخطهما عما كتب بين يديه، وكان هو قد عمل فيه من سنة خمسين إلى أن توفي لسبع خلون من جمادى الأولى سنة خمس وخمسين (وثلاثمائة)، وصحح منه كتاب الهمزة وكتاب العين، فلما كمل الكتاب، وارتفع إلى الحكم المستنصر بالله وأراد أن يقف على ما فيه من الزيادة على النسخة المجتمع عليها من كتاب العين، فبلغ ذلك إلى خمسة آلاف وست مائة وثلاث وثمانين كلمة". ومن الغريب والطريف أن الدولة في تلك المرحلة المبكرة في منتصف القرن الرابع الهجري كانت تستعين بالنساء في النسخ والتخطيط في المكتبات والخزائن العامة، فقد كانت بعضهن مشتهرات بحذق هذه الصنعة، فعلى سبيل المثال اشتهرت الخطاطة الأندلسية لُبنى، وكانت كاتبة للخليفة الحكم المستنصر (ت366هـ)، قال عنها ابن بشكوال: "كانت حاذقة بالكتابة، نحوية شاعرة، بصيرة بالحساب، مشاركة في العلم، لم يكن في قصرهم أنبل منها، وكانت عروضية، خطاطة جدًا. وتوفيت سنة أربع وسبعين وثلاث مائة". وهناك (مزنة): كاتبة الخليفة الناصر لدين الله. كانت حاذقة في أخط النساء، توفيت سنة ثمان وخمسين وثلاث مائة". وهناك فاطمة بنت زكرياء بن عبد الله الكاتب المعروف بالشبلاري، فهي كاتبة ابنة كاتب، قال عنها ابن بشكوال: "كانت كاتبة جذلة متخلصة عمرت عمرًا كثيرًا واستكملت أربعًا وتسعين سنة تكتب على ذلك الكتب الطوال، وتجيد الخط، وتحسن القول. ذكرها ابن حيان وقال: توفيت سلخ جمادى الأولى سنة سبع وعشرين وأربع مائة. ودفنت بمقبرة أم سلمة وشهدها جمع الناس ماتت بكرًا رحمها الله".

## حجم المكتبة
```
ويصف لنا العلامة 
ابن حزم
 (ت456هـ) ضخامة المكتبة الأموية، بحديثه الذي أجراه مع القائم بأعمالها في عهد الحكم المستنصر ويُدعى تليد الفتى، قال ابن حزم: «وأخبرني تليد الفتى -وكان على خزانة العلوم بقصر بني مروان بالأندلس- أن عدد الفهارس التي كانت فيها تسمية الكتب أربع وأربعون فهرسة، في كل فهرسة خمسون ورقة، ليس فيها إلا ذكر أسماء الدواوين فقط». أي أن عدد فهارس المكتبة الأموية كان 2200 ورقة فيها أسماء المؤلفات فقط، وهذا دليل على ضخامة تلك المكتبة الملكية التي يمكن تقدير عدد الكتب بها بأكثر من 100 ألف كتاب. والحق أن تشجيع الناصر الأموي (ت350هـ) ومن بعده ابنه الحكم المستنصر (ت366هـ) للعلماء والأدباء والفقهاء من كل المشارب والمدارس، كان له دوره في تضخيم المكتبة الأموية بصورة جعلتها أعظم المكتبات في العالم في ذلك الوقت، فقد كان للحكم المستنصر «ورّاقون بأقطار البلاد ينتخبون له غرائب التواليف، ورجال يوجههم إلى الآفاق عنها. ومن وراقيه ببغداد محمد بن طرخان، ومن أهل المشرق والأندلس جماعة. وكان مع هذا كثير التهمّم بكتبه والتصحيح لها والمطالعة لفوائدها، وقلما تجد له كتابًا كان في خزانته إلا وله فيه قراءة ونظر من أي فن كان من فنون العلم: يقرؤه ويكتب فيه بخطه -إما في أوله أو آخره أو في تضاعيفه- نسب المؤلف ومولده ووفاته والتعريف به، ويذكر أنساب الرواة له، ويأتي من ذلك بغرائب لا تكاد توجد إلا عنده، لكثرة مطالعته وعنايته بهذا الفن. وكان موثوقًا به مأمونًا عليه. صار كل ما كتبه حجة عند شيوخ الأندلسيين وأئمهم، ينقلونه من خطه ويحاضرون به. قلتُ (أي 
ابن الأبار
): وقد اجتمع لي من ذلك جزء مقيد مما وجد بخطه، ووجدتُ أنه يشتمل على فوائد جمة في أنواع شتى. وكان قد قيد كثيراً من أنساب أهل بلده، وكلف أهل كور الأندلس أن يلحقوا كل عربي أُخمل ذكره قبل ولايته، وأن يصحح نسبهم أهل المعرفة بذلك، ويؤلف من الكتب، ويرد كل ذي نسب إلى نسبه، وفرج ذلك بالعلم فتم له من ذلك ما أراد، ونفع الله بكرم قصده البلاد والعباد».
```

## خوليان ريبيرا
وقد أصاب المستشرق الإسباني خوليان ريبيرا حين وصف هذه الحالة النشطة في طلب الكتب والعناية بها، حين قال: «لم تكد الحركة الثقافية تأخذُ طريقها بين الإسبان المسلمين حتى أصبح الكتاب موضع التقدير والإعجاب، ويكفي أي عائد من رحلة إلى المشرق أن يحمل معه كتاباً جديدًا، حتى يُصبح مناط الإعجاب والحفاوة من مواطنيه، ومع الكتاب يأخذ اسمه طريقه إلى مدونات الأدب والتاريخ، وأغلى الجواهر ثمنًا، وأعظمها قيمة، كتاب نادر يستطيع التاجر الماهر أن يأتي به من المشرق إلى إسبانيا، وكان المسلمون من أصل إسباني أو وافدين، واليهود والمسيحيون والموالي يتنافسون في أن تكون لهم مكتبات خاصة وغنية، ولم يَبقَ الأمويون في آخر الصف بالنسبة لهذه الحركة، فأخذوا منذ البدء يجمعون من الكتب مجموعات كبيرة، وبلغت قمّتها في حياة الحكم الثاني، عاشق الكتب، وأكثر أمراء بني أمية غرامًا بها، وأصبحت قرطبة مدينة الفكر، والعقل المدبّر لكل الغرب الإسلامي». وحسبنا أن ننهي هذا المقال بتلك الكلمات المنصفة للحضارة الأموية في الأندلس.